# Огивара, Кэндзи
Кэ́ндзи Огива́ра (яп. 荻原 健司 Огивара Кэндзи, род. 20 декабря 1969 года в Кусацу) — известный японский двоеборец, двукратный олимпийский чемпион, четырёхкратный чемпион мира, трёхкратный победитель Кубка мира по двоеборью.

## Карьера
В рамках Кубка мира Кэндзи Огивара дебютировал в марте 1989 года в американском Лейк-Плэсиде, где он занял 28-е место в индивидуальной гонке по системе Гундерсена. Первые кубковые очки добыл почти спустя два года после дебюта — в конце марта 1991 года в Санкт-Морице, где он замкнул десятку лучших, что принесло ему единственное очко (в начале 1990-х очки получали только сильнейшие 10 спортсменов).
Первые успехи пришли к японцу в сезоне 1991/1992 годов. На Олимпийских играх он стал седьмым в индивидуальной гонке, а в эстафете 3х5 км Огивара, Рэйити Миката и Таканори Коно завоевали золотую медаль. После прыжковой части представители страны Восходящего солнца уверенно лидировали, опережая ближайших соперников более чем на две минуты. В гоночной части двоеборья японцы успешно защитили своё преимущество, обойдя сборную Норвегии на 1:26. Это золото стало первой для Японии медалью в лыжном двоеборье. В Кубке мира Огивара лишь 4 раза попал в очки и занял 22-е место в генеральной классификации.
Переломный в карьере Кэндзи стал сезон 1992/1993. Из восьми гонок кубка мира он выиграл шесть и ещё по разу был вторым и третьим. Такая стабильность позволила ему уверенно выиграть Кубок мира, став первым японцем и первым неевропейцем, которому покорилось это достижение. В феврале 1993 года Огивара стал одним из героев чемпионата мира в Фалуне, где он выиграл золотые медали в личном, и в командном первенствах, став абсолютным чемпионом мира. Как и на Олимпиаде основное преимущество японцы добывали на трамплине, а в гонке лишь защищали своё преимущество.
В следующем сезоне на счету Огивары было шесть из девяти этапов, а из тройки он выпал только на этапе в Осло, где был шестым. Эти результаты принесли Кэндзи второй подряд Кубок мира. На главном старте сезона — Олимпиаде японец также не был статистом. Он не смог выиграть индивидуальную медаль, финишировав на обидной четвёртой позиции, зато в командном первенстве японцам вновь не было равных. Уже после прыжковой части их преимущество над норвежцами составило 5 минут, а за 30 км гонки она сократилось всего на 18 секунд. Такое доминирование в командных стартах не осталось незамеченным и вынудило Международную федерацию лыжного спорта изменить правила проведения командных соревнований — эстафета стала проводиться в формате 4х5 км, а не 3х10 км, с тем чтобы уменьшить влияние прыжков с трамплина на итоговый результат.
И в постолимпийском сезоне Огиваре вновь не было равных. Он одержал ещё шесть побед и выиграл третий подряд Большой Хрустальный глобус, опередив своих соперников более чем на 300 очков. А на чемпионате мира в Канаде индивидуальная медаль японцу не покорилась — он стал лишь пятым. Зато, несмотря на изменения регламента, очередное золото выиграла сборная Японии, где с Кэндзи выступал его брат-близнец Цугихару.
Сезон 1995/1996 Огивара завершил на второй позиции несмотря на то, что семь раз занимал места на подиуме. От победившего норвежца Апеланда японец отстал более чем на 200 очков. Через год и вовсе Кэндзи стал шестым в общем зачете, зато смог выиграть второе индивидуальное золото чемпионатов мира. В Тронхейме он совершил впечатляющий рейд, поднявшись с 12-й позиции на первую. А вот японская эстафета провалилась, став только десятой и впервые с 1989 года на завоевала медалей.
На церемонии открытия Олимпиады в Нагано Кэндзи от имени спортсменов принес Олимпийскую клятву. Но сами состязания радости Огиваре не принесли — в индивидуальной гонке он стал четвёртым, поднявшись с девятого места, а в эстафете — пятым.
Через год после домашней Олимпиады японец выиграл свою последнюю медаль мировых первенств, став первым бронзовым призёром новой гонки — спринта. На чемпионате мира в Лахти его лучшим достижением стало пятое место, а на своей четвёртой Олимпиаде Кэндзи и вовсе не попал в десятку лучших в личных видах.  После столь неутешительных результатов Огивара принял решение завершить карьеру.
После завершения карьеры занялся политикой и был избран в верхнюю палату Парламента от Либерально-демократической партии.